# 蓮昌寺 (岡山市)
蓮昌寺（れんじょうじ）は、岡山県岡山市北区田町1丁目にある日蓮宗の寺院。山号を仏住山、主院の院号を龍華樹院と号す。旧本山は京都妙覚寺。奠師法縁。塔頭として覚善院がある。

## 歴史
開山日像の高弟大覚大僧正に帰依した備前領主松田左近将監元喬により、正慶年間（1332年-1334年）または、康永3（1344年）に創建された。寺号の蓮昌寺は松田元喬の法号に基づく。
かつては一万坪におよぶ広大な境内地に旧国宝の本堂、三重塔（室町時代）と祖師堂など七堂伽藍が甍を並べ、檀家七千を有したとされ偉容を誇っていたが、第二次世界大戦の岡山空襲で伽藍を焼失した。

## 寺宝

### 岡山市文化財
- 大曼荼羅 - 伝日像直筆、疎開していたため焼失を免れ現存する。

### 岡山空襲で焼失した旧国宝建築
- 三重塔 - 室町時代の建立で寺内最古の建築であった。内部に釈迦如来像を安置した。
- 祖師堂 - その建立年代は本堂より古いようで、室町時代の中世建築であったことは間違いない。
- 本堂 - 慶長6年(1601年)、小早川秀秋による建立で、梁間8間（うち向拝3間）、桁行7面、単層入母屋造の大建築であった。

## 旧末寺
日蓮宗は昭和16年（1941年）に本末を解体したため、現在では旧本山、旧末寺と呼びならわしている。
- 仏住山覚善院（岡山市北区田町）塔頭
- 日栄山蓮現寺（赤磐市周匝）
- 仁王山慶立寺（赤磐市滝山）
- 仏住山本成寺（岡山市南区立川町）元禄3年（1690年）智鑑院日遙の開山で創建された本成院が昭和27年（1952年）現在地に移転改称した。
- 華用山妙龍寺（岡山市中区竹田）
- 福昌山実成寺（岡山県和気郡和気町藤野）
- 妙見山円立寺（岡山市北区御津芳谷）

## 関連資料
- 『吉備の国寺社巡り』山陽新聞社（2011年、20‐21頁）
- 蓮昌寺史編纂委員会編『蓮昌寺史』岡山蓮昌寺（2002年）